# Суковкин, Николай Иоасафович
Никола́й Иоаса́фович Суковкин (1861 — май 1919) — киевский губернатор в 1912—1915 годах, сенатор.

## Биография
Православный. Из потомственных дворян Курской губернии. Землевладелец Воронежской и Курской губерний (3765 десятин). Сын полковника гвардии Иоасафа Петровича Суковкина и Екатерины Николаевны Стремоуховой.
По окончании Александровского лицея в 1881 году с чином IX класса, поступил юнкером в Кавалергардский полк. В 1883 году выдержал офицерский экзамен при 2-м военном Константиновском училище и был произведен корнетом.
Позднее в том же году вышел в запас гвардейской кавалерии, был причислен к Министерству юстиции и поступил на службу в канцелярию 1-го департамента Сената. Кроме того, избирался депутатом дворянства Льговского уезда (1887—1893), почетным мировым судьей Льговского (1888—1895) и Курского (1895—1901) уездов, а также курским уездным предводителем дворянства (1892—1901).
В 1902 году был произведен в действительные статские советники и пожалован в камергеры. 13 июня 1903 года назначен тамбовским вице-губернатором, а 27 июня 1905 года — смоленским губернатором. В 1912 году был переведен на ту же должность в Киевскую губернию и пожалован в шталмейстеры. Состоял почетным мировым судьей Киевского городского округа.
19 августа 1915 года назначен сенатором, присутствующим во втором департаменте Сената.
В мае 1919 года был расстрелян в Киеве местной ЧК.

## Награды
- Орден Святого Владимира 3-й ст. (1902)
- Орден Святого Станислава 1-й ст. (1904)
- Орден Святой Анны 1-й ст. (1906)
- Орден Святого Владимира 2-й ст. (1911)
- Высочайшая благодарность (1912)
- Медаль «В память царствования императора Александра III»
- Медаль «За труды по первой всеобщей переписи населения»

Иностранные:
- персидский орден Льва и Солнца 1-й ст. (1903).